# Czudyn
Czudyn (ukr. Чудин) – wieś na Ukrainie, w obwodzie żytomierskim, w rejonie żytomierskim, w hromadzie Radomyśl. W 2001 liczyła 346 mieszkańców.